# Weston Park Museum

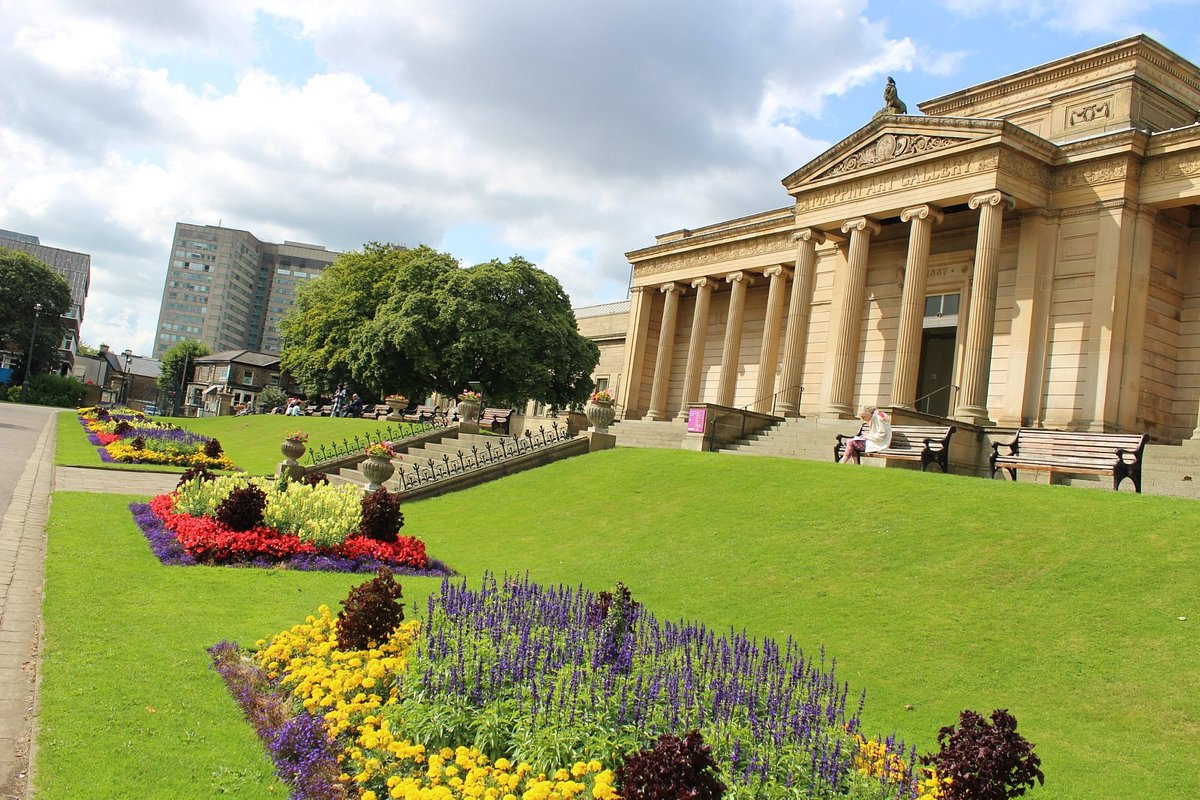

Weston Park Museum is een museum in het westen van de stad Sheffield, gelegen in het gelijknamige Weston Park. Het is het grootste museum van de stad, werd geopend in 1875 en stond oorspronkelijk als het stadsmuseum van Sheffield bekend. De kunstgalerij Mappin Art Gallery maakte eveneens deel uit van het aanvankelijke complex; deze werd echter in 1940 vernield tijdens een aanval van de Luftwaffe in wat bekendstaat als de Sheffield Blitz. Weston Park Museum behandelt zowel wetenschap, geschiedenis als kunst en wordt beheerd door de trust Sheffield Museums. Het museum is een beschermd monument en ontvangt ongeveer 250.000 bezoekers per jaar.

## Geschiedenis

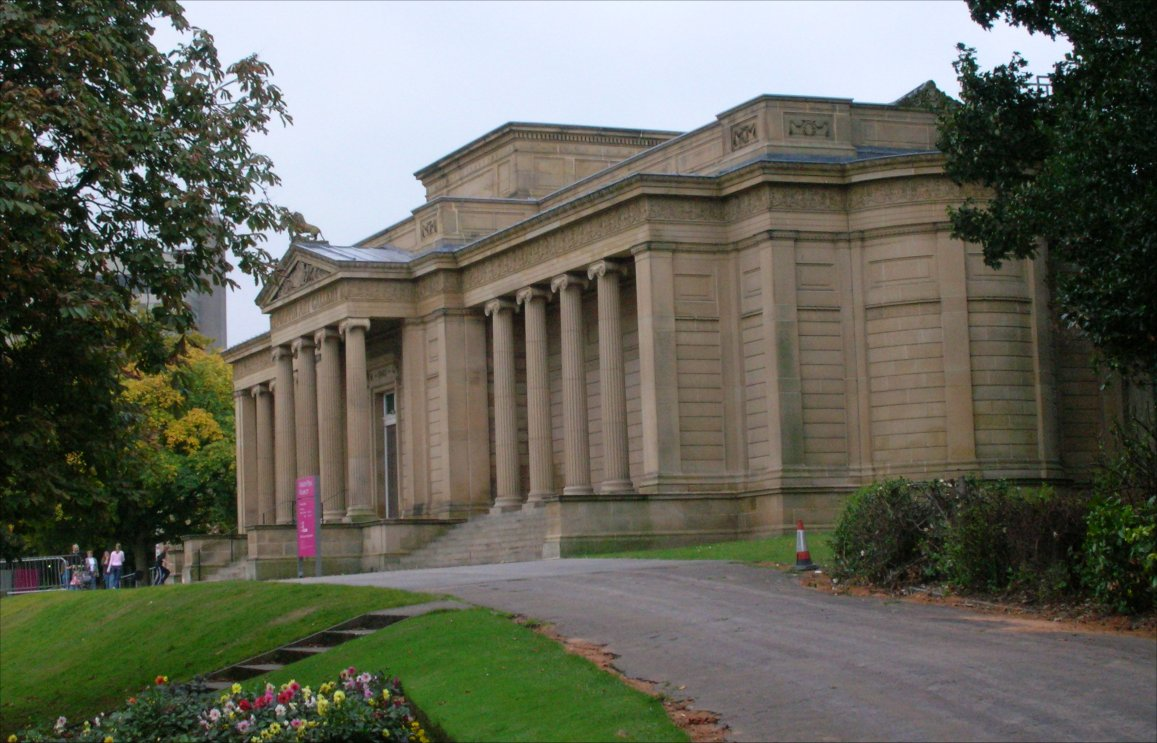
Mappin Art Gallery

Het domein dat heden Weston Park is, bestond in 1875 uit de tuinen om Weston House, een landhuis waarin het museum aanvankelijk werd opgericht nadat het in het bezit van het stadsbestuur was gekomen. Zakenman John Newton Mappin, die een aanzienlijke verzameling kunstwerken bezat, liet zijn collectie bij testament na aan het stadsbestuur, dat ze in de Mappin Art Gallery onderbracht. In 1887 werd Weston House uitgebreid met een neoclassicistische aanbouw en omgedoopt tot Weston Hall. Toen deze in de jaren 30 werd gesloopt, werd het eigenlijke Sheffield City Museum gebouwd, grotendeels gefinancierd door industrieel en mecenas John George Graves, die in Sheffield een grote horlogefabriek had gesticht en in 1926 burgemeester was geworden. Het museum ging open voor het publiek in 1937.
Na de vernieling van de Mappin Art Gallery in de Tweede Wereldoorlog werd deze onaangeroerd gelaten, zodat het museum gedurende de rest van de 20ste eeuw in gedeeltelijk verwoeste staat bleef bestaan. In 2003 werd het museum gesloten en volledig gerenoveerd met financiering van de Europese Unie, het stadsbestuur van Sheffield en de Britse loterij, voor een totale kostprijs van £ 17,3 miljoen. Sedert oktober 2006 staat het weer open voor het publiek onder de huidige naam Weston Park Museum.

## Collectie

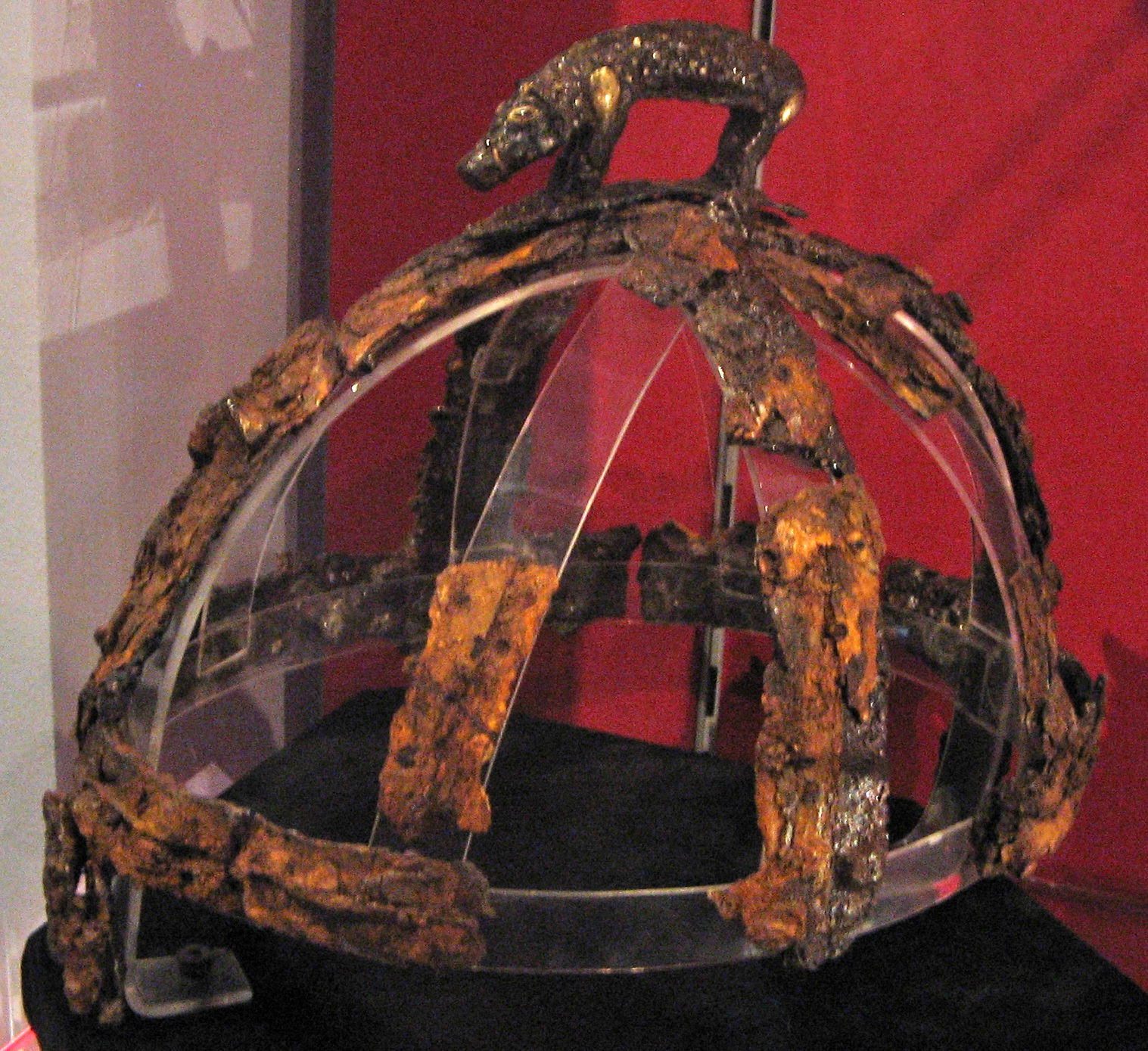
Helm van Benty Grange

Het museum omvat zeven afdelingen die elk een verschillend onderwerp hebben, gaande van de plaatselijke heemkunde van Sheffield over archeologie tot natuurwetenschappen en paleontologie. In de Harold Cantor Gallery vinden reizende tentoonstellingen van andere musea hun onderkomen. Een van de pronkstukken van Weston Park Museum is de Angelsaksische helm van Benty Grange, die in 1848 door Thomas Bateman werd ontdekt. Ook huisvest het museum een replica van petrogliefen uit het bronzen tijdperk die in Gardom’s Edge werden aangetroffen.
Het personeel van Weston Park Museum is eveneens belast met het onderhoud van het officiële weerstation van de stad, dat sinds 1882 in bedrijf is.